# Ys V: Ushinawareta Sunano Miyako Kefin
Ys V: Ushinawareta Sunano Miyako Kefin (Japans: イースV: 失われた砂の都ケフィン, Romaji: īsu V: ushinaware ta suna no to kefin) is een computerspel voor het platform Super Nintendo Entertainment System. Het spel werd uitgebracht in 1995. Het speelveld wordt met bovenaanzicht getoond.

## Ontvangst
| Beoordeeld door  | Jaar | Score |
| ---------------- | ---- | ----- |
| Legendra         | 2006 | 80%   |
| GameFan Magazine | 1996 | 70%   |

## Trivia
- In november 2013 kwam een onofficiële vertaling uit.